# Tathodelta niveigutta
Tathodelta niveigutta är en fjärilsart som beskrevs av Embrik Strand 1920. Tathodelta niveigutta ingår i släktet Tathodelta och familjen nattflyn. Inga underarter finns listade i Catalogue of Life.